# 佐藤拳太郎
佐藤 拳太郎（さとう けんたろう、1994年11月16日 - ）は、埼玉県出身の陸上競技選手。専門は400mで、自己ベストは日本記録の44秒77。男子4×400mリレーのリオデジャネイロオリンピック日本代表、東京オリンピック日本代表。

## 経歴
所沢市立狭山ヶ丘中学校、埼玉県立豊岡高等学校、城西大学（経営学部）卒業。富士通在籍。

### 高校生時代まで
中学時代は野球部に所属し、陸上は高校から始める。当初は天文部に所属していたが、リレー要員の数合わせでいいからと陸上部に誘われ、初めてトラックに足を踏み入れることになった。高校3年時の4月末には肺気胸のため1週間ほど入院し、インターハイ県大会の出場が危ぶまれた。しかし、無事に出場したインターハイ県大会の200mで優勝、400mで2位に入ってインターハイ北関東大会初出場を決めると、北関東大会でも200mで優勝、400mで2位に入ってインターハイ初出場を決めた。インターハイは両種目で準決勝まで進出した。

### 大学生時代

#### 2013年 - 2014年
2013年、城西大学に進学。1年時は主要大会の個人種目で入賞することはできかったが、アンカーを務めた4×400mリレーでは日本インカレで7位、日本選手権リレーで4位という成績を残した。
2014年、5月に関東インカレの400mで5位入賞を果たすと、6月には日本学生個人選手権の400mで2位に入り、全国大会で初の表彰台に上った。シーズン前半は好調だったが、9月に左脚ハムストリングスの肉離れを起こしたため、後半の日本インカレや国民体育大会などを欠場することになった。

#### 2015年
4月、出雲陸上の300mで3位に入ると、世界リレーの日本代表選考会となった織田記念国際の400mでは46秒21の自己ベスト（当時）で優勝し、主要大会を初めて制した。
5月、世界リレーの4×400mで初めて日本代表を経験。予選で日本チーム（小林直己、佐藤、ウォルシュ・ジュリアン、北川貴理）の2走を務め、チーム最速のスプリットタイム（47秒71）を記録する活躍を見せたが、結果は組6着で決勝には進出できなかった。関東インカレでは400mを制して初のインカレタイトルを獲得すると、3走を務めた4×400mリレーでは城西大学初の決勝進出と優勝に貢献した。
6月、アジア選手権の400mで国際大会の個人種目に初出場を果たすと、決勝では46秒09の自己ベスト（当時）を記録し、アブドーラ・ハルーン（44秒68）、ユセフ・マスラヒ（45秒14）に次ぐ3位に入り銅メダルを獲得した。4×400mリレーにも出場予定だったが、直前のアップ中に腹痛に襲われ、急遽メンバーから外れた。初出場となった日本選手権の400mでは、予選で自身初の45秒台となる45秒58をマークし、山崎謙吾が持つ46秒00の埼玉県記録を塗り替えた。決勝ではこの種目10連覇中の金丸祐三からリードを奪い、ゴール30m手前あたりで金丸に負けを意識させたが、惜しくもゴール直前にかわされて0秒02差の2位に終わった。
7月、ユニバーシアードの400mと4×400mリレーに出場。400mは準決勝敗退に終わったが、4×400mリレーでは日本チーム（ウォルシュ・ジュリアン、加藤修也、北川貴理、佐藤）のアンカーを務めて銀メダルを獲得した（当初は4位だったが、上位2カ国が失格になり2位に繰り上がった）。
8月、北京世界選手権の4×400mリレー日本代表に選出されたが、大会では出番なしに終わった。

#### 2016年
6月、日本選手権の400mは46秒30の5位で表彰台は逃したが、大会後にリオデジャネイロオリンピックの4×400mリレー日本代表候補に選出（日本が出場権を獲得すれば日本代表となる）。日本は最終的に出場権を獲得したため、晴れて日本代表となった。
8月、リオデジャネイロオリンピックの4×400mリレーは補欠として出番なしに終わった。

### 社会人時代

#### 2017年
4月、富士通に入社し、同社陸上競技部に入部。
6月24日、日本選手権400m決勝では最後の直線でトップに躍り出たが、予選を全体1位（45秒48）で突破した北川貴理にかわされ、45秒95の2位（1位と0秒19差）で初優勝を逃した。

#### 2021年
8月6日、東京オリンピック4×400mリレーに伊東利来也、川端魁人、鈴木碧斗とともに出場し、日本記録に並ぶ3分0秒76のタイムを出したが、予選2組5着となり決勝には進出できなかった。

#### 2023年
7月13日、アジア陸上競技選手権大会の男子400mで優勝し金メダルを獲得。
8月20日、ブダペスト世界選手権の男子400m予選で高野進（当時東海大学教員）が1991年の日本選手権決勝にてマークした44秒78を32年ぶりに更新する44秒77の日本新記録を樹立した。

#### 2024年
8月4日、2024年パリオリンピックの陸上競技男子400mの予選1組に出場したが、45秒60で5着となり、上位3着に入れず敗者復活ラウンドに回った。しかし、男子1600mリレーに専念するため、男子400m予選で上位3着に入れなかった中島佑気ジョセフ、佐藤風雅の両選手とともに敗者復活ラウンドのレースは欠場することになった。そして同月11日に行われた男子1600mリレーの決勝で2分58秒33のアジア新記録で6位入賞の快挙を達成した。

#### 2025年
8月4日、アジア陸上競技選手権大会の男子400mに出場し、45秒50で2位となった。

## 人物・エピソード
- 大学1年時は日本インカレと日本ジュニア選手権の200mに出場するなど200mへのこだわりが強かったが、城西大学陸上部コーチの千葉佳裕から勧められ400m専門となった[18]。2015年は「ユニバーシアードに行ければいいな」（千葉佳裕）と言われていた程度だったが[3]、ユニバーシアードはおろか、世界リレーや世界選手権といったシニアの世界大会日本代表に選出されるまでの選手となった。
- ゲン担ぎとして大会前には100%系のジュースを飲む。座右の銘・好きな言葉は「才能は天から降ってくるものじゃないなら、自分で作れば良い。[19]」「道を選ぶということは、必ずしも歩きやすい道を選ぶという事ではない[20]」。

## 自己ベスト
記録欄の（　）内の数字は風速（m/s）で、+は追い風を意味する。
| 種目 | 記録           | 年月日        | 場所       | 備考     |
| ---- | -------------- | ------------- | ---------- | -------- |
| 200m | 20秒70（−1.0） | 2023年9月24日 | 岐阜市     |          |
| 400m | 44秒77         | 2023年8月20日 | ブダペスト | 日本記録 |

## 主要大会成績
備考欄の記録は当時のもの

### 国際大会
| 年   | 大会                  | 場所     | 種目             | 結果         | 記録             | 備考       |
| ---- | --------------------- | -------- | ---------------- | ------------ | ---------------- | ---------- |
| 2015 | 世界リレー (en)       | ナッソー | 4x400mR          | 予選2組6着   | 3分06秒38（2走） |            |
| 2015 | アジア選手権          | 武漢     | 400m             | 3位          | 46秒09           | 自己ベスト |
| 2015 | ユニバーシアード (en) | 光州     | 400m             | 準決勝2組3着 | 46秒36           |            |
| 2015 | ユニバーシアード (en) | 光州     | 4x400mR          | 2位          | 3分07秒75（4走） |            |
| 2017 | 世界選手権            | ロンドン | 4x400mR          | 予選2組8着   | 3分07秒29（1走） |            |
| 2017 | デカネーション        | アンジェ | 400m             | 5位          | 48秒18           |            |
| 2019 | アジア選手権          | ドーハ   | 4×400mリレー     | 優勝         | 3分02秒94        |            |
| 2019 | アジア選手権          | ドーハ   | 4×400mリレー混合 | 3位          | 3分20秒73        |            |
| 2023 | アジア選手権          | バンコク | 400m             | 優勝         | 45秒00           |            |

### 日本選手権
4x400mRは日本選手権リレーの成績
| 年   | 大会       | 場所     | 種目    | 結果 | 記録             | 備考                   |
| ---- | ---------- | -------- | ------- | ---- | ---------------- | ---------------------- |
| 2013 | 日本選手権 | 横浜市   | 4x400mR | 4位  | 3分11秒36（4走） |                        |
| 2015 | 日本選手権 | 新潟市   | 400m    | 2位  | 46秒12           | 予選45秒58：自己ベスト |
| 2016 | 日本選手権 | 名古屋市 | 400m    | 5位  | 46秒30           |                        |
| 2017 | 日本選手権 | 大阪市   | 400m    | 2位  | 45秒95           |                        |

### その他
| 年         | 大会                     | 場所       | 種目       | 結果         | 記録             | 備考       |
| 高校生時代 | 高校生時代               | 高校生時代 | 高校生時代 | 高校生時代   | 高校生時代       | 高校生時代 |
| ---------- | ------------------------ | ---------- | ---------- | ------------ | ---------------- | ---------- |
| 2012       | インターハイ             | 新潟市     | 200m       | 準決勝3組7着 | 21秒84（+0.5）   |            |
| 2012       | インターハイ             | 新潟市     | 400m       | 準決勝1組5着 | 48秒21           |            |
| 大学生時代 |                          |            |            |              |                  |            |
| 2013       | 日本インカレ             | 東京都     | 200m       | 予選5組4着   | 21秒46（+0.8）   |            |
| 2013       | 日本インカレ             | 東京都     | 4x400mR    | 7位          | 3分11秒03（4走） |            |
| 2013       | 日本ジュニア選手権       | 名古屋市   | 200m       | 準決勝2組5着 | 21秒48（+0.7）   |            |
| 2014       | 関東インカレ（1部）      | 熊谷市     | 400m       | 5位          | 47秒85           |            |
| 2014       | 関東インカレ（1部）      | 熊谷市     | 4x400mR    | 予選1組5着   | 3分12秒41（4走） |            |
| 2014       | 日本学生個人選手権       | 平塚市     | 400m       | 2位          | 47秒23           | 自己ベスト |
| 2014       | トワイライト・ゲームス   | 東京都     | 400m       | 決勝2組7着   | 48秒01           |            |
| 2015       | 出雲陸上                 | 出雲市     | 300m       | 3位          | 32秒83           |            |
| 2015       | 織田記念国際             | 広島市     | 400m       | 優勝         | 46秒21           | 自己ベスト |
| 2015       | 関東インカレ（1部）      | 横浜市     | 400m       | 優勝         | 46秒35           |            |
| 2015       | 関東インカレ（1部）      | 横浜市     | 4x400mR    | 優勝         | 3分06秒05（4走） |            |
| 2016       | 静岡国際                 | 袋井市     | 400m       | 3位          | 46秒77           |            |
| 2016       | ゴールデングランプリ川崎 | 川崎市     | 400m       | 5位          | 46秒75           |            |
| 2016       | 関東インカレ（1部）      | 横浜市     | 400m       | 2位          | 46秒96           |            |
| 2016       | 関東インカレ（1部）      | 横浜市     | 4x400mR    | 4位          | 3分06秒58（3走） |            |
| 2016       | 日本インカレ             | 熊谷市     | 400m       | 予選2組6着   | 47秒77           |            |
| 2016       | 日本インカレ             | 熊谷市     | 4x400mR    | 予選1組1着   | 3分07秒90（3走） | 決勝進出   |
| 社会人時代 |                          |            |            |              |                  |            |
| 2017       | 静岡国際                 | 袋井市     | 400m       | 2位          | 46秒63           |            |
| 2017       | 東日本実業団選手権       | 秋田市     | 400m       | 優勝         | 46秒69           |            |